# Across the Board
Across the Board es un programa de concursos estadounidense basado en crucigramas que se emitió en ABC durante cuatro meses en 1959. Los concursantes resolvían un crucigrama cuyas respuestas se basan tanto en una frase como en una imagen. El programa, grabado en la ciudad de Nueva York, fue dirigido por Hal Tulchin y presentado por Ted Brown. Se estrenó con críticas negativas.

## Sinopsis
Dos concursantes, uno de ellos un campeón que regresa, compiten para completar la misma cuadrícula de crucigramas en un gran tablero mecánico. Las pistas se dan una a la vez, en dos partes: una definición verbal, luego una pista de dibujos animados dibujada en tiempo real desde detrás de una pantalla de papel de arroz translúcido. Por ejemplo, el primer episodio usó la pista [una especie de pipa], más un dibujo de un escocés, para la respuesta BAG (como en bagpipes, gaita en inglés).
Los concursantes pueden tocar un zumbador en cualquier momento para bloquear al oponente y adivinar la respuesta en voz alta. Una respuesta correcta se muestra en la pizarra y vale un punto por letra; una respuesta incorrecta le da al oponente la oportunidad de adivinar y ganar puntos. A medida que se completa la cuadrícula, es posible que los concursantes trabajen las cruces y participen rápidamente con solo media pista.
El concursante con más puntos gana; un par de autos era el premio para el concursante poco probable que llene todos los cuadrados en una cuadrícula sin ayuda.

## Historial de desarrollo, producción y transmisión
Hal Tulchin, un pionero en la grabación en video y director de Across the Board, se acreditó a sí mismo con la idea del formato, aunque no fue el primer programa de juegos de crucigramas. El concepto fue presentado a ABC con la ayuda de los productores Bob Stivers y Joseph Cates. ABC transmitió Across the Board los días de semana desde el mediodía hasta las 12:30 pm del 1 de junio al 9 de octubre de 1959.

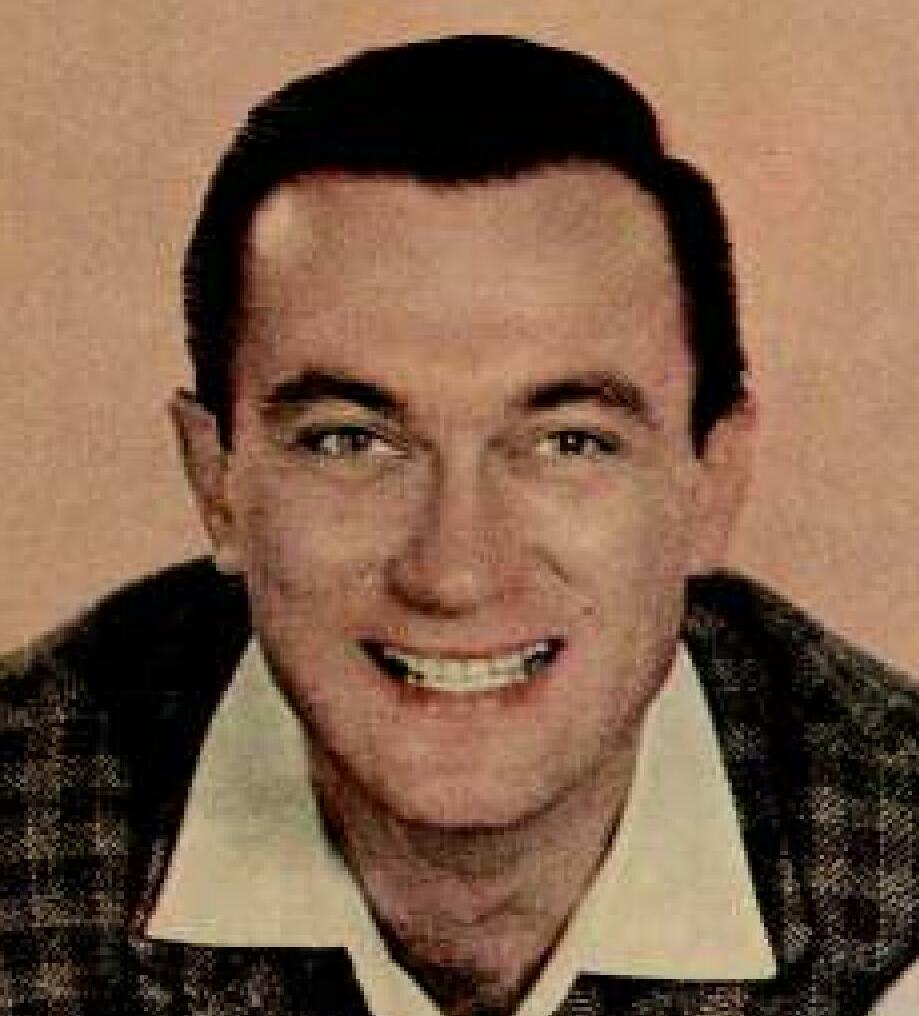
El maestro de ceremonias Ted Brown (en una foto de 1956) mantuvo el espectáculo alegre.

Las personalidades de radio Ted Brown y George Ansbro presentaron y anunciaron el programa respectivamente. El hermano de Joseph Cates, Gilbert, productor del programa, hizo las ilustraciones clave fuera de la pantalla. A diferencia de la mayoría de la programación diurna de ABC en ese momento, Across the Board fue pregrabado en lugar de en vivo debido a la experiencia del director en cintas de video. Sin embargo, las grabaciones no tuvieron retomas y la edición fue mínima (en ese momento, la edición de cintas de video implicaba el uso de un microscopio). Las grabaciones se llevaron a cabo en el Elysee Theatre en West 58th Street en Manhattan, Nueva York.
El espectáculo tenía un aire de ligereza. Los productores preferían a los concursantes extravagantes. Las pistas a menudo presentaban bromas en el espíritu de la revista musical de Broadway Hellzapoppin (1938). Brown era alegre, bromeaba con los concursantes y contaba chistes; un auto-admitido malo en ortografía, leyó las respuestas de las tarjetas en su palma. Una vez, un hombre compitió en drag y se quitó la peluca al final del programa, pero ABC descartó el episodio.

## Recepción
El crítico de televisión de United Press William Ewald criticó el programa en una reseña de los dos primeros episodios, quejándose de que las respuestas eran demasiado fáciles y calificándolo como una buena opción para la tierra «aburrida, estúpida y común» de la televisión diurna. El crítico del The Philadelphia Inquirer, Harry Harris, encontró el humor del primer episodio plano y la mecánica derivada de otros programas de juegos, como Dotto (adivinando palabras de dibujos) y Name That Tune (usando zumbadores). Barbara Delatiner de Newsday declaró que el programa era una copia inferior de otro programa de crucigramas de la ciudad de Nueva York, Double Cross de WNTA-TV.